# Nazilli (district)
Nazilli is een Turks district in de provincie Aydın en telt 155.320 inwoners (2017). Het district heeft een oppervlakte van 662,58 km². Hoofdplaats is Nazilli.
De bevolkingsontwikkeling van het district is weergegeven in onderstaande tabel.
| 1997    | 2000    | 2007    | 2017    |
| ------- | ------- | ------- | ------- |
| 140.498 | 145.963 | 140.922 | 155.320 |

Aydın · Bozdoğan · Buharkent · Çine · Didim · Germencik · İncirliova · Karacasu · Karpuzlu · Koçarlı · Köşk · Kuşadası · Kuyucak · Nazilli · Söke · Sultanhisar · Yenipazar